# Michael Palaiologos der Jüngere
Michael Palaiologos (mittelgriechisch Μιχαὴλ Παλαιολόγος; * zwischen 1351 und 1354; † 1376 oder 1377 in Dristra) war ein byzantinischer Prinz. 

## Leben
Michael war der dritte Sohn des Kaisers Johannes V. Palaiologos (1341–1391) und dessen Frau Helena Kantakuzene. Seine älteren Brüder waren die späteren Kaiser Andronikos IV. und Manuel II., sein jüngerer Bruder der spätere Despot Theodor I. von Morea; außerdem hatte er fünf Schwestern. Zu einem unbekannten Zeitpunkt wurde Michael zum Despoten erhoben, dem zweithöchsten Rang in der byzantinischen Hofhierarchie nach dem Basileus.
1366 begleitete Michael Palaiologos seinen Vater bei dessen Besuch in der ungarischen Hauptstadt Buda, um bei König Ludwig I. Waffenhilfe gegen die Osmanen zu erbitten. Ab 1371 amtierte er als Statthalter seines Vaters in der Hafenstadt Mesembria an der thrakischen Schwarzmeerküste. Hier geriet er kurzzeitig in Konflikt mit dem bulgarischen Despoten Dobrotiza, der die nördlich angrenzende, später nach ihm Dobrudscha benannte Region am Unterlauf der Donau beherrschte. In der Folge schlossen die beiden jedoch Frieden, den sie durch die Hochzeit des byzantinischen Prinzen mit einer Tochter Dobrotizas bekräftigten. 
Auf die Initiative seines Schwiegervaters segelte Michael Anfang November 1373 mit drei Schiffen nach Trapezunt, um Kaiser Alexios III. Megas Komnenos zu stürzen, der seit 1349 über die von Byzanz abtrünnige Küstenregion im Norden Kleinasiens regierte. Das Unternehmen scheiterte kläglich: Der Despot ankerte seine Flottille vor dem Hafen von Trapezunt, nur um fünf Tage später unverrichteter Dinge wieder heimzukehren.
Michael Palaiologos wurde 1376 oder 1377 von seinem bulgarischen Schwager Terter in Dristra ermordet. Die Hintergründe dieser Tat sind nicht überliefert.